# Portugáliai János coimbrai herceg
János coimbrai herceg (Portugália, 1431 – Nicosia, 1457. október 7.) portugál királyi herceg az Avis-házból, házassága révén ciprusi királyi herceg és trónörökös, valamint Antiochia címzetes hercege lett.

## Élete, származása

János herceg címere

Édesapja Péter portugál királyi herceg, Coimbra hercege és Portugália régense, I. János portugál király és Lancasteri Filippa angol királyi hercegnőnek, Genti János lancasteri herceg lányaként III. Eduárd angol király unokájának a második fia.
Édesanyja Aragóniai Izabella urgelli grófnő, aki II. Jakab urgelli gróf és Izabella aragón királyi hercegnő legidősebb gyermekeként IV. Péter aragóniai királynak és negyedik feleségének, Fortià Szibilla aragóniai királynénak az unokája volt.
János volt szülei második legidősebb gyermeke, bátyja nagyapjuk után az aragón trónt követelte, legidősebb húga portugál királyné lett. János a nagynénje burgundiai udvarában nevelkedett.

## Házassága és halála
János 1456. december 21-én Nicosiában feleségül vette Sarolta ciprusi királyi hercegnőt, a trón örökösét. Hamarosan kezébe vette az ország irányítását, de a következő évbe megmérgezték. A gyilkossággal anyósát Palaiologina Ilonát gyanúsították, aki maga is mérgezés áldozata lett a következő évben. János és Sarolta rövid házassága gyermektelen maradt.